# بیل ترتل (شناگر)
بیل ترتل (به انگلیسی: Bill Tuttle) (زادهٔ ۲۱ فوریهٔ ۱۸۸۲) شناگر اهل ایالات متحده آمریکا است.